# 法林明高競賽會
法林明高競賽會（葡萄牙語：Clube de Regatas do Flamengo，直译：「弗拉门戈划船俱乐部」，葡萄牙語發音：[ˈklubi dʒi ʁeˈɡataz du flaˈmẽɡu]），是一支巴西的體育會，位於里約熱內盧。在國際足協二十世紀著名球會（FIFA Clubs of the 20th Century）排名中排第九名。

## 歷史

弗拉門戈足球隊, 1934年。

法林明高在1895年11月15日成立，當時是划行會，由多名划艇好手成立。他們成立划艇會的原因，是划艇這運動在十九世紀末的里約熱內盧是精英運動，他們也希望這種運動能令划艇普及化，並在中上階層中的年輕女士聞名。不過他們只能負擔一隻二手賽艇，在變成比賽項目前一定要有改革。划艇隊第一次在1895年10月6日亮相，他們在Caju Point的Maria Angu beach出發，以法林明高海灘作為目的地。不過，強風使賽艇翻側，他們更差點遇溺，幸好一艘漁船經過該處把他們救起。在維修賽艇的過程中，賽艇卻被人偷去，從此下落不明，他們要重新購買賽艇。在11月15日的晚上，他們的聚會選出了第一屆管理層。
他們最著名的足球部，開始時都是來自富明尼斯的一班不合資格的球員，或是和富明尼斯管理層不咬弦而離隊的人。他們改投法林明高，是因為離隊成員其中之一的隊長Alberto Borgeth，也是法林明高的划艇手。這班球員的申請於1911年11月8日批准，在一輪調整後，足球部於12月24日正式成立。
他們在Russel beach訓練，獲得當地人民的同情，後來他們都有看他們訓練。而足球隊的首場比賽在1912年5月3日進行，他們以15:2大勝Mangueira。而第一場法林明高和富明尼斯的打比於7月7日進行，當時富明尼斯勝3:2。
2019年2月8日凌晨，弗拉門戈新建成2個月的訓練中心發生火災，造成10名青少年球员死亡。根据初步调查结果，这场火灾是住宿区的空调短路引起。

### 黃金時期
在1978年，法林明高踏入了黃金時期。當年他們贏了州聯賽冠軍，接下來的五年球會獲得不少獎項。祖利亞, Paulo César Carpegiani, Adílio, Cláudio Adão和Tita等球星由薛高帶領下，令球隊連續三年奪得州聯賽冠軍。而到了1980年，他們也首次贏了巴西甲組聯賽的冠軍，也令他們能參與南美自由杯。
1981年是值得紀念的一年，因為法林明高在擊敗智利球隊科布雷洛後，奪得南美自由杯冠軍。而他們的下一個目標是洲際杯，這場在日本舉行的賽事，對手是歐洲聯賽冠軍杯盟主，英格蘭的利物浦。
Raul Plassman,Leandro, Marinho, Carlos Mozer, 祖利亞, Jorge Luís Andrade da Silva, Adílio, 薛高, Tita, 紐尼斯和Lico是1981年12月13日，比賽當日賽事的正選球員。Nunes的兩個入球，Adílio的一個入球，還有薛高的精彩表現，令他們成為繼聖保羅後第二支奪冠的巴西球隊。
之後的兩年對法林明高來說也不錯，1981年他們再贏州聯賽冠軍，還在1982年和1983年奪得聯賽冠軍。

## 榮譽

### 國際
- 洲際盃 (1): 1981
- 南美自由盃 (3): 1981, 2019, 2022

### 國內
- 巴西足球甲級聯賽 (8)：1980, 1982, 1983, 1987, 1992, 2009, 2019, 2020
- 巴西盃 (4)：1990, 2006, 2013, 2022

### 州聯賽
- 州聯賽冠軍(31): 1914, 1915 (以不敗姿態奪冠), 1920（以不敗姿態奪冠）, 1921, 1925, 1927, 1939, 1942-1944, 1953-1955, 1963, 1965, 1972, 1974, 1978, 1979（以不敗姿態奪冠）, 1979  (2), 1981, 1986, 1991, 1996（以不敗姿態奪冠）, 1999-2001, 2004, 2007-2009

## 球場
法林明高的主場位於禾達列當達，在1938年9月4日落成，能容納8,000人。不過，所有的比賽都在馬拉簡拿進行，那裡能容納103,022人，當中77,720個是座位。

## 著名球員
| - 阿祖安奴 - Aldair - Andrade - 白必圖 - Jorge Benitez - Biguá - Carlinhos - Carpegiani - Eusebio Chamorro - Cláudio Adão - Dequinha - 迪達 - Djalminha - Domingos da Guia - Horacio Doval - 艾迪臣 - Evaristo - Felipe - Ubaldo Fillol - Fio Maravilha - 卡路士·凱撒 |  | - Friedenreich - 卡洛斯·加馬拉 - 加林查 - Gaúcho - 蓋爾森 - Gilmar - Henrique - Índio - Jair - Joel - Jordan - Jorginho - Juan - 儒利奥·塞萨尔 - 儒尼尼奧 - Júnior - Júnior Baiano - Leandro - 李安納度 - Leônidas |  | - 馬些連奴 - Mozer - 紐尼斯 - Paulo César - Dejan Petkovic - Pirilo - Raul - 連拿度 - Francisco Reyes - 罗马里奥 - 薩維奧·巴托裡尼·皮門特爾 - 蘇古迪斯 - Tita - Armando "Espanhol" Ufarte - Agustín Valido - Carlos Martin Volante - 薩加奴 - 济科 - Zinho - Zizinho - 朗拿甸奴 |

## 紀錄
| 出場次數*                                             |     |
| ----------------------------------------------------- | --- |
| 1. Júnior                                             | 857 |
| 2. Zico                                               | 731 |
| 3. Adílio                                             | 611 |
| 4. Jordan                                             | 589 |
| 5. Andrade                                            | 556 |
| *截至2005年12月31日                                   |     |
| 來源: Flamengo Official Website（页面存档备份，存于） |     |

| 入球*                                |     |
| ------------------------------------ | --- |
| 1. Zico                              | 508 |
| 2. Dida                              | 244 |
| 3. Henrique                          | 214 |
| 4. Romário                           | 204 |
| 5. Pirilo                            | 201 |
| *截至2005年12月31日                  |     |
| 來源: 官方網站（页面存档备份，存于） |     |

### 巴西甲級聯賽紀錄
| 年度 | 成績   | 年度 | 成績   | 年度 | 成績   | 年度 | 成績   |
| 1971 | 第14名 | 1981 | 第6名  | 1991 | 第9名  | 2001 | 第24名 |
| 1972 | 第12名 | 1982 | 第1名  | 1992 | 第1名  | 2002 | 第18名 |
| 1973 | 第24名 | 1983 | 第1名  | 1993 | 第7名  | 2003 | 第8名  |
| 1974 | 第6名  | 1984 | 第5名  | 1994 | 第17名 | 2004 | 第17名 |
| 1975 | 第8名  | 1985 | 第9名  | 1995 | 第21名 | 2005 | 第15名 |
| 1976 | 第5名  | 1986 | 第11名 | 1996 | 第13名 | 2006 |        |
| 1977 | 第9名  | 1987 | 第1名  | 1997 | 第5名  | 2007 |        |
| 1978 | 第16名 | 1988 | 第6名  | 1998 | 第11名 | 2008 |        |
| 1979 | 第12名 | 1989 | 第9名  | 1999 | 第12名 | 2009 |        |
| 1980 | 第1名  | 1990 | 第11名 | 2000 | 第19名 | 2010 |        |

### 巴西盃紀錄
| 年份 | 回合   | 年份 | 回合     |
| 1989 | 準決賽 | 1999 | 半準決賽 |
| 1990 | 冠軍   | 2000 | 半準決賽 |
| 1991 | -      | 2001 | 半準決賽 |
| 1992 | -      | 2002 | -        |
| 1993 | 準決賽 | 2003 | 亞軍     |
| 1994 | -      | 2004 | 亞軍     |
| 1995 | 準決賽 | 2005 | 十六強   |
| 1996 | 準決賽 | 2006 | 冠軍     |
| 1997 | 亞軍   | 2007 | -        |
| 1998 | 十六強 | 2008 |          |

## 著名教練
- Modesto Bria
- Carlinhos
- Cláudio Coutinho
- Flávio Costa
- Paulo César Carpegiani
- Manuel Fleitas Solich
- Joel Santana
- Telê Santana

## 趣聞
- 法林明高的同市宿敵有：、和。
- 1984年至2009年，球隊的贊助由巴西石油股份提供，維持了25年，是世界上最長的贊助紀錄[來源請求]。

## 外部連結
- 官方網站（页面存档备份，存于）
- Nação Rubro Negra - O site da maior torcida do mundo （页面存档备份，存于） （葡萄牙文）